# Dibenzodiossina
La dibenzodiossina è un composto eterociclico aromatico strutturalmente formato dalla condensazione di un anello centrale di 1,4-diossina con due anelli benzenici. Rappresenta un etere aromatico molto liposolubile caratterizzato da formula molecolare C12H8O2 alla quale corrispondono i due isomeri dibenzo[1,2]diossina e dibenzo[1,4]diossina. 
La dibenzodiossina possiede valori di LD50 di 866 mg/kg per somministrazione orale nel topo, 1220 mg/kg per la stessa tipologia di somministrazione riferita al ratto e 30 mg/kg per iniezione intraperitoneale nel ratto.

Isomero dibenzo[1,2]diossina (dibenzo-o-diossina).

Le dibenzodiossine policlorurate (PCDD) sono composti altamente tossici e cancerogeni, meglio noti col termine di diossine.